# Tomaž Knafelj
Tomaž Knafelj (ur. 11 kwietnia 1972 w Jesenicach) – jugosłowiański, słoweński skoczek narciarski oraz snowboardzista, brązowy medalista mistrzostw świata juniorów z 1990, dwukrotny olimpijczyk
30 marca 1990 roku w Szczyrbskim Jeziorze podczas mistrzostw świata juniorów zdobył brązowy medal w konkursie drużynowym, w którym wystartował wraz z Damjanem Frasem, Sašo Komovcem i Franci Petkiem.
W latach 1990–1992 startował także w zawodach Pucharu Świata. Najwyższe w karierze miejsce zajął 24 marca 1990 w Planicy, gdzie był 31.
W 1990 roku wspólnie z kolegami z kadry uległ poważnemu upadkowi. Słoweniec był reanimowany i przeżył śmierć kliniczną.
W 2002 i 2006 roku wziął udział w zimowych igrzyskach olimpijskich jako snowboardzista.
Jako snowboardzista pięć razy uczestniczył w Mistrzostwach świata. Słoweniec dziewięciokrotnie znalazł się w czołowej "10" zawodów Pucharu Świata.
Po karierze pracował w kasynie jako krupier, a także jako menadżer pokera. Obecnie Knafelj jest serwisantem w słoweńskiej kadrze narciarstwa alpejskiego.

## Osiągnięcia w skokach narciarskich

### Mistrzostwa świata juniorów
| Miejsce | Dzień    | Rok  | Miejscowość         | Konkurs                     | Wynik | Strata | Zwycięzca |
| ------- | -------- | ---- | ------------------- | --------------------------- | ----- | ------ | --------- |
| 3.      | 30 marca | 1990 | Szczyrbskie Jezioro | Skocznia normalna drużynowo | ?     | ?      | Austria   |

### Puchar Świata

#### Miejsca w klasyfikacji generalnej
- sezon 1989/1990: niesklasyfikowany
- sezon 1990/1991: niesklasyfikowany
- sezon 1991/1992: niesklasyfikowany

#### Miejsca w poszczególnych konkursachPucharu Świata
| Sezon 1989/1990                                                                        |             |             |             |            |                        |            |                        |           |               |           |                 |                 |           |        |              |           |           |       |           |              |               |         |         |         |        |        |        |        |        |        |
| Thunder Bay                                                                            | Thunder Bay | Lake Placid | Lake Placid | Sapporo    | Sapporo                | Oberstdorf | Garmisch-Partenkirchen | Innsbruck | Bischofshofen | Harrachov | Liberec         | Zakopane        | St.Moritz | Gstaad | Engelberg    | Predazzo  | Predazzo  | Lahti | Lahti     | Örnsköldsvik | Solleftea     | Raufoss | Planica | Planica | punkty |        |        |        |        |        |
| -                                                                                      | -           | -           | -           | -          | -                      | -          | -                      | -         | -             | -         | -               | -               | -         | -      | -            | -         | 34        | -     | -         | -            | -             | -       | 31      | 34      | 0      |        |        |        |        |        |
| Sezon 1990/1991                                                                        |             |             |             |            |                        |            |                        |           |               |           |                 |                 |           |        |              |           |           |       |           |              |               |         |         |         |        |        |        |        |        |        |
| Lake Placid                                                                            | Lake Placid | Thunder Bay | Thunder Bay | Sapporo    | Sapporo                | Oberstdorf | Garmisch-Partenkirchen | Innsbruck | Bischofshofen | Oberhof   | Bad Mitterndorf | Bad Mitterndorf | Lahti     | Lahti  | Bollnaes     | Falun     | Trondheim | Oslo  | Planica   | Planica      | Strbske Pleso | punkty  | punkty  | punkty  | punkty | punkty | punkty | punkty | punkty | punkty |
| -                                                                                      | -           | -           | -           | -          | -                      | -          | -                      | -         | -             | -         | -               | -               | -         | -      | -            | -         | -         | -     | 59        | 55           | -             | 0       | 0       | 0       | 0      | 0      | 0      | 0      | 0      | 0      |
| Sezon 1991/1992                                                                        |             |             |             |            |                        |            |                        |           |               |           |                 |                 |           |        |              |           |           |       |           |              |               |         |         |         |        |        |        |        |        |        |
| Thunder Bay                                                                            | Thunder Bay | Sapporo     | Sapporo     | Oberstdorf | Garmisch-Partenkirchen | Innsbruck  | Bischofshofen          | Predazzo  | St.Moritz     | Engelberg | Oberstdorf      | Oberstdorf      | Lahti     | Lahti  | Örnsköldsvik | Trondheim | Trondheim | Oslo  | Harrachov | Planica      | punkty        | punkty  | punkty  | punkty  | punkty | punkty | punkty | punkty | punkty |        |
| -                                                                                      | -           | 53          | 55          | -          | -                      | -          | -                      | 48        | 39            | 46        | -               | -               | -         | -      | -            | -         | -         | -     | -         | -            | 0             | 0       | 0       | 0       | 0      | 0      | 0      | 0      | 0      |        |
| Legenda (do sezonu 1992/93)                                                            |             |             |             |            |                        |            |                        |           |               |           |                 |                 |           |        |              |           |           |       |           |              |               |         |         |         |        |        |        |        |        |        |
| 1 2 3 4-10 11-15 poniżej 15 - – zawodnik nie wystartował lub zajął miejsce poniżej 15. |             |             |             |            |                        |            |                        |           |               |           |                 |                 |           |        |              |           |           |       |           |              |               |         |         |         |        |        |        |        |        |        |

## Igrzyska olimpijskie
| Miejsce | Dzień     | Rok  | Miejscowość    | Konkurencja       | Zwycięzca      |
| ------- | --------- | ---- | -------------- | ----------------- | -------------- |
| DNF     | 15 lutego | 2002 | Salt Lake City | Gigant równoległy | Philipp Schoch |
| 26.     | 22 lutego | 2006 | Turyn          | Gigant równoległy | Philipp Schoch |